# OR9G4
OR9G4 (англ. Olfactory receptor family 9 subfamily G member 4) – білок, який кодується однойменним геном, розташованим у людей на короткому плечі 11-ї хромосоми. Довжина поліпептидного ланцюга білка становить 327 амінокислот, а молекулярна маса — 36 344.
| 10         |  | 20         |  | 30         |  | 40         |  | 50         |
| ---------- |  | ---------- |  | ---------- |  | ---------- |  | ---------- |
| MIFPSHDSQA |  | FTSVDMEVGN |  | CTILTEFILL |  | GFSADSQWQP |  | ILFGVFLMLY |
| LITLSGNMTL |  | VILIRTDSHL |  | HTPMYFFIGN |  | LSFLDFWYTS |  | VYTPKILASC |
| VSEDKRISLA |  | GCGAQLFFSC |  | VVAYTECYLL |  | AAMAYDRHAA |  | ICNPLLYSGT |
| MSTALCTGLV |  | AGSYIGGFLN |  | AIAHTANTFR |  | LHFCGKNIID |  | HFFCDAPPLV |
| KMSCTNTRVY |  | EKVLLGVVGF |  | TVLSSILAIL |  | ISYVNILLAI |  | LRIHSASGRH |
| KAFSTCASHL |  | ISVMLFYGSL |  | LFMYSRPSST |  | YSLERDKVAA |  | LFYTVINPLL |
| NPLIYSLRNK |  | DIKEAFRKAT |  | QTIQPQT    |  |            |  |            |

A: Аланін

C: Цистеїн

D: Аспарагінова кислота

E: Глутамінова кислота

F: Фенілаланін

G: Гліцин

H: Гістидин

I: Ізолейцин

K: Лізин

L: Лейцин

M: Метіонін

N: Аспарагін

P: Пролін

Q: Глутамін

R: Аргінін

S: Серин

T: Треонін

V: Валін

W: Триптофан

Кодований геном білок за функціями належить до рецепторів, g-білокспряжених рецепторів, білків внутрішньоклітинного сигналінгу. 
Локалізований у клітинній мембрані, мембрані.